# Macropleurodus bicolor
Macropleurodus bicolor је зракоперка из реда Perciformes. 

## Угроженост
Ова врста је крајње угрожена и у великој опасности од изумирања.

## Распрострањење
Кенија, Танзанија, Уганда. Присутна само у језеру Викторија.

## Популациони тренд
Популациони тренд је за ову врсту непознат.

## Станиште
Станишта врсте су језера и језерски екосистеми и слатководна подручја.